# Tóth Ernő (festő)
Tóth Ernő (Sajóecseg, 1949. december 25. –) magyar festőművész.

## Pályafutása
1964-68 között a Képzőművészeti Gimnáziumba járt, majd évekig az Operaház díszletfestő műhelyében dolgozott, ami hatást gyakorolt a festészetének szemléletére is. 1974 és 1979-ben között a Magyar Képzőművészeti Főiskolán tanult. Az intézményben mestere volt Iván Szilárd, Barcsay Jenő és Patay László.
A Magyar Alkotóművészek Országos Egyesületének, a Magyar Képzőművészek Szövetségének, a Magyar Festők Társaságának, a DunapART Művészeti Társaságnak, a Belvárosi Művészek Társaságának, és a Magyar Művészeti Műhely Társaságának a tagja.

## Díjak
- 1981: Alföldi Tárlat fődíja, Békéscsaba
- 1982: Humor és Szatíra Fesztivál fődíja, Gabrovo (Bulgária)

## Egyéni kiállítások
- 1980 • Uitz Terem
- 1981 • Aba Novák Terem, Szolnok
- 1982 • Munkácsy Mihály Múzeum, Békéscsaba • Rotterdam
- 1983 • Tornyai János Múzeum, Hódmezővásárhely
- 1985 • Békési Galéria, Békés
- 1986 • Humor és Szatíra Háza, Gabrovo (Bulgária)
- 1987 • Csontváry Terem, Pécs
- 1989 • Csók Galéria, Budapest
- 1991 • Lübeck (D)
- 1993 • Városháza, Hagen • Park-West Gallery, Detroit
- 1994 • Csók Galéria, Budapest
- 1997 • Magyar Konzulátus, New York

## Válogatott csoportos kiállítások
- 1980-1985 • Stúdió kiállítások
- 1980-tól Őszi Tárlatok, Hódmezővásárhely • Nyári Tárlatok, Szeged • Kerengő Galéria, Budapest • DunapART Galéria, Budapest • Vigadó Galéria, Budapest

## Művek közgyűjteményekben
- Déri Múzeum, Debrecen
- Magyar Nemzeti Galéria, Budapest
- Munkácsy Mihály Múzeum, Békéscsaba
- Tornyai János Múzeum, Hódmezővásárhely

## Köztéri művei
- pannó (Békéscsaba, Városi Tanács díszterme)
- pannó (Kaszaper, Házasságkötő t.)